# ارل بویکینز
ارل بویکینز (زادهٔ ۲ ژوئن ۱۹۷۶) بازیکن بسکتبال اهل ایالات متحده آمریکا است. او با ۱۶۵ سانتی‌متر قد دومین بازیکن بسکتبال قد کوتاه بعد از ماگزی بوگز است.

## دانشکده
بویکینز بین سال‌های ۱۹۹۴ تا ۱۹۹۸ بسکتبال کالج را در دانشگاه میشیگان شرقی بازی کرد. میشیگان شرقی در سال‌های ۱۹۹۶ و ۱۹۹۸ برنده مسابقات MAC شد. او افتخارات تیم اول کنفرانس سراسری آمریکا را در سال‌های نوجوانی و بزرگسالی کسب کرد. همچنین، بویکینز در طول فصل بزرگسالی خود، با میانگین ۲۶٫۸ امتیاز در هر بازی، دوم شد در مسابقات قهرمانی بسکتبال دسته یک مردان NCAA. او دارای رکورد مجموع پاس گل (۶۲۴) در دانشگاه میشیگان شرقی است. در آخرین بازی خود او ۱۸ امتیاز در تلاش باخت به ایالت میشیگان به دست آورد.  در ۲۷ فوریه ۲۰۱۱، پیراهن شماره ۱۱ بویکینز بازنشسته شد و در مراسمی در مرکز فراخوان دانشگاه میشیگان شرقی بر روی قایق‌ها بلند شد.